# Jean-Jacques Debout
Pour les articles homonymes, voir Debout.
Jean-Jacques Debout, né le 9 mars 1940 dans le 12e arrondissement de Paris, est un auteur-compositeur-interprète français.
Il est marié depuis 1966 à la comédienne et chanteuse Chantal Goya.

## Biographie

### Carrière

#### Débuts
Son père, Yves Debout, est opticien du général de Gaulle, rue des Archives ; sa mère, Juliette Bonaventure (1907-2011), a été une Miss Paris, Jean-Jacques passe son enfance à Saint-Mandé avec ses parents et ses deux sœurs aînées ; il annonce à son père qu'il ne lui succèdera pas, et il est « mis à la porte » de l’appartement familial de Saint-Mandé. En 1948, il est envoyé en pension au collège de Juilly tenu par des prêtres oratoriens et a pour camarades Jean-Paul Goude et Jacques Mesrine, qui deviendra plus tard l'ennemi public no 1. Se faisant renvoyer de toutes les écoles, le jeune garçon se passionne alors pour la musique et chante dans une chorale. Sa grand-mère, collaboratrice à L'Humanité, l'inscrit à un concours de chant organisé sur la Place du Tertre. Il interprète un classique de Charles Trenet qui y assiste en personne et félicite le jeune homme pour sa prestation. Trenet le recommande à Patachou (ancienne secrétaire de Raoul Breton) pour l'engager comme artiste dans son cabaret. Vers 17 ans, Jean-Jacques occupe un emploi de coursier au sein des Éditions musicales Raoul Breton. En 1957, il se produit au Théâtre des Capucines avec Micheline Dax et Nicole Croisille dans Cocktail sexy ou folie furieuse. Maurice Vidalin et Jacques Datin le persuadent d'enregistrer Les Boutons dorés qu'ils viennent d'écrire à son intention, chanson inspirée par son histoire de pensionnaire parmi les orphelins de la guerre ; en cette année de 1959, c'est un succès qui installe le chanteur, pour qui Charles Aznavour écrira quelques chansons.

#### Entre Rive droite et Rive gauche
Le service militaire l'éloigne un temps des studios et interrompt sa carrière. À son retour, les données du métier ont changé, le phénomène yé-yé prend de l'ampleur. En 1963, Jean-Jacques Debout se produit en première partie de Johnny Hallyday lors d'une tournée, compose (avec Eddie Vartan et Johnny), la bande son du film D'où viens-tu Johnny ? d'où sont extraits les succès d'Hallyday Pour moi la vie va commencer et Ma guitare ; pour Sylvie Vartan il écrit la chanson Tous mes copains.
La même année, il fait la connaissance de Chantal Goya, jeune vedette du film de Jean-Luc Godard Masculin féminin à qui il dédie Nos doigts se sont croisés, titre avec lequel sa carrière reprend véritablement. Il remporte, en 1964, la première Rose d'or d'Antibes.
Il figure avec son épouse sur la « Photo du siècle », regroupant 46 vedettes françaises du yéyé en avril 1966.
En 1970, il compose les chansons pour La Revue de Roland Petit au Casino de Paris, avec Zizi Jeanmaire.
En 1971, Jean-Jacques Debout monte Double V, un opéra qui n'obtient qu'un succès d'estime. Pour l'occasion, il a intégralement reversé ses droits d'auteur pour sauver le Théâtre du Châtelet menacé de disparition. Cette production influencera malgré tout la troupe du Big Bazar[réf. nécessaire]. C'est alors qu'il collabore avec Maritie et Gilbert Carpentier pour lesquels il imagine des grands shows autour d'une vedette. Ceux consacrés à Sylvie Vartan connaissent un tel succès qu'ils sont vendus dans plus de cent pays[réf. nécessaire] et sortent sous forme d'albums 33 tours après leur passage à la télévision (Je chante pour Swanee, Show Sylvie Vartan).
En 1973, il signe un nouveau succès personnel avec Redeviens Virginie. Puis avec Chantal Goya, il invente le music-hall pour enfants. Ainsi naît La Forêt magique, d'où surgit une pléiade de personnages issus de contes traditionnels, de la commedia dell'arte, de l'univers de Walt Disney ou de l'imaginaire de Jean-Jacques Debout qui crée à son épouse un vaste répertoire (Un lapin etc.).
Après l'Olympia, dès 1980, tous les deux ans, un spectacle est monté et prend de plus en plus la forme d'une véritable comédie musicale (Le Soulier qui vole, 1981 - La Planète merveilleuse, 1982 - Le Mystérieux Voyage, 1984) grâce à une intrigue construite, des costumes de l'Opéra de Paris, des ballets en nombre servis dans des décors majestueux. L'ascension fulgurante et constante de leur parcours ne manque pas d'attiser des jalousies[réf. nécessaire]. Les critiques qui ne tarissaient pas d'éloges prennent peu à peu un ton acide[réf. nécessaire]. Le couple continue cependant sur sa lancée à investir toujours plus d'argent dans la production, spectacle après spectacle, pour concrétiser sur scène ses rêves les plus fous jusqu'au Mystérieux Voyage que le duo considère comme sa plus belle création. Une décennie couronnée par un nombre record de spectateurs, dix-huit albums studio, plus de trois cents chansons et trente-neuf millions de disques vendus.
En 1992, Jean-Jacques réalise un rêve, vieux de vingt ans, celui de créer la comédie musicale Paul et Virginie au Théâtre de Paris. Il s'y donne le rôle de Bernardin de Saint-Pierre aux côtés de Claire Keim, Emmanuel Curtil et Veronica Antico. L'année suivante, Chantal Goya effectue son grand come-back qui permet à l'auteur d'écrire de nouvelles aventures de Marie-Rose. Le 9 mars 1996, Jean-Jacques Debout fête son anniversaire sur la scène du Palais des congrès de Paris avec un unique concert et reprend une carrière d'interprète mise entre parenthèses. Il sort un nouvel album en 1997 : A Long Island.

#### Depuis les années 2000
En 2006 et 2013, il participe à la tournée d'Âge tendre et Têtes de bois.
Un nouvel album, Bourlingueur des étoiles, sort le 25 février 2013, puis Jean-Jacques peaufine l'écriture de plusieurs comédies musicales dont l'adaptation de Sans famille d'après Hector Malot. La même année, il enregistre deux chansons composées par Henri Betti : Maître Pierre (paroles de Jacques Plante) pour l'album Sous le soleil des guinguettes et La Chanson du maçon (paroles de Maurice Chevalier et Maurice Vandair) pour l'album Les Chansons des guinguettes.

### Vie privée
Chantal Goya et Jean-Jacques Debout se marient le 25 février 1966 à Nogent-sur-Marne. Ils ont deux enfants, Jean-Paul, peintre, et Clarisse, photographe, ainsi que quatre petits-enfants[réf. nécessaire].
Sa mère, Juliette Bonaventure, meurt le 28 mai 2011, à l'aube de ses 104 ans.
À l'été 2020, en raison de dettes, lui et Chantal Goya sont contraints de vendre leur appartement parisien situé dans le 9e arrondissement. Selon un journal, ils auraient ensuite vécu chez leur fille à Versailles.
Ce lieu de résidence sera ensuite démenti, puisqu'en 2020, pendant le confinement, ils vivaient dans une maison achetée en 2018 dans l'Indre, dont Mme Goya déplorait le désert médical.

#### Engagement politique
Jean-Jacques Debout soutient Valéry Giscard d'Estaing pour l'élection présidentielle de 1974.

## Chansons
Jean-Jacques Debout est l'auteur et/ou le compositeur de plus de 1 500 chansons, dont de très nombreux succès populaires à l'image de l'intégralité du répertoire de Chantal Goya, Pour moi la vie va commencer pour Johnny Hallyday, Tous mes copains, Comme un garçon, Je chante pour Swanee pour Sylvie Vartan, Le zinzin pour Barbara ou encore Comme disait Mistinguett pour Dalida.
Liste des chansons écrites pour d'autres interprètes (hors Chantal Goya dont il a écrit la quasi-totalité du répertoire)

### Les années 1960
- 1962: Tous mes copains - Sylvie Vartan
- 1962: Vingt-quatre heures de toi - Dany Saval
- 1962: Pour cet amour - Monique Leyrac
- 1963: Réponds-moi - Sylvie Vartan
- 1963: Ma guitare et mes bottes - Long Chris
- 1963: Pour moi la vie va commencer - Johnny Hallyday
- 1963: T'embrasser, t'embrasser - Frank Alamo, puis Orlando
- 1963: C'est pas drôle - Le Petit Prince
- 1963: Tyrolien et Tyrolienne - Jeannine Levesque
- 1963: Dans l'eau bleue - Mathé Altéry
- 1963: C'est bien joli les copains - Le Petit Prince
- 1963: Emporte avec toi - Claudine Claude
- 1963: Dans l'eau bleue - Lucky Blondo
- 1963: La fille de la porte romaine - Franca Alinti
- 1963: La nuit ne veut pas finir - Bob Asklöf
- 1963: Ô Valérie - Les Chats sauvages
- 1963: Les enfants terribles - Les Djinns
- 1963: Aux îles vents debout - Roger Pierre et Jean-Marc Thibault
- 1964: Nos doigts se sont croisés - Les Dolly Brothers
- 1964: Grand papa danse le surf - Martine
- 1964: Pour nos joies et pour nos peines - Long Chris
- 1964: Il fallait - Fauvette
- 1964: Je t'écris souvent - Johnny Hallyday
- 1964: Mon anniversaire - Chouchou
- 1964: Johnny, Françoise et Sylvie - Chouchou
- 1965: Je ris et je pleure - Sheila
- 1965: Pleurer pour une fille - Yves Roze
- 1965: J'attends de toi - Marion
- 1965: Je te dis mon âge - Marjorie Noël
- 1965: Toi l'ami - Donald Lautrec
- 1965: Pour nos joies, pour nos peines - Johnny Hallyday
- 1965: La permission de minuit - Christine Lebail
- 1965: Mon ami Dominique - Nathalie Degand
- 1965: Je voudrais - Nathalie Degand
- 1965: La sortie de ma classe - Frank Alamo
- 1966: Excusez-moi monsieur le professeur - Christophe
- 1966: Le village n'est pas la ville - Patachou
- 1966: Le mal d'aimer - Anne-Marie Michel
- 1966: Deux guitares, une chanson - Anne-Marie Michel
- 1966: Still war die nacht - Marlene Dietrich
- 1966: Il y a deux filles en moi - Sylvie Vartan
- 1966: Masculin/Féminin - BO Film - Chantal Goya
- 1966: Dites-moi le train, dites-moi la fille - Guy Bonnet
- 1966: Il rêvait d'avoir un bateau - Dominique Walter
- 1967: Les petits lapins - Dani
- 1967: Comme un garçon - Sylvie Vartan
- 1967: Baby Capone - Sylvie Vartan
- 1967: Les tambours - Georgette Lemaire
- 1967: Il viendra - Georgette Lemaire
- 1967: C'est trop facile, monsieur - Georgette Lemaire
- 1967: Arrête le temps - Chantal Kelly
- 1967: Attention - Johnny Hallyday
- 1967: Sans une larme - Johnny Hallyday
- 1967: Que serait l'existence - Dominique Walter
- 1968: Trois perles de pluie - Rika Zaraï
- 1968: Madrid - Yves Montand
- 1968: Bye, bye, Barbara - Nina Companeez
- 1968: Petite anglaise - Richard Anthony
- 1968: Vous étiez belle, madame - Georgette Lemaire
- 1968: Poupée cassée - Michel Delpech
- 1968: Toi, ma mère - Patricia
- 1968: Pour cet amour - Monique Leyrac
- 1968: Ah ! Les hommes - Mireille Darc
- 1968: Elena - Dick Rivers
- 1968: Poppy, le clown - Natacha
- 1968: On a toutes besoin d'un homme - Sylvie Vartan
- 1969: La Mistinguett - Christine Lebail
- 1969: Entre la rose et le lilas - Christine Lebail
- 1969: Tu ressembles à Gavroche - Christine Lebail, puis Georgette Lemaire
- 1969: L'Amérique à Paris - Christine Lebail
- 1969: Darling dollar - Dani
- 1969: Si j'étais général - Sylvie Vartan
- 1969: Ballade pour une fugue - Sylvie Vartan
- 1969: Je viens de la part de ma cousine - Carlos
- 1969: Il y a tout juste un an - Dick Rivers
- 1969: Bleu, blanc, rouge - Zizi Jeanmaire
- 1969: Te quiero, ice liebe dich - Zizi Jeanmaire

### Les années 1970
- 1970: Le zinzin - Barbara
- 1970: Hop là - Barbara
- 1970: Deux amis pour un amour - Johnny Hallyday
- 1971: Dilindam - Sylvie Vartan
- 1971: SOS - Jacques Michel
- 1972: C'est trop tard - Barbara
- 1972: Pour lui je reviens - Sylvie Vartan
- 1972: Eglantine - Jean-Claude Brialy
- 1972: Quand un garçon - Sophie Darel
- 1972: Il y a deux filles en moi - Arabelle
- 1973: La musique et l'amour - Georgette Lemaire
- 1973: Paris-Broadway - Minka
- 1973: Y'a toujours - Minka
- 1973: On change de tout - Rika Zaraï
- 1974: Ziegfield folies - Sylvie Vartan
- 1974: Doulidoulidam - Sylvie Vartan et Daniel Gélin
- 1974: Les petites filles modèles - Sylvie Vartan et Chantal Goya
- 1974: La peinture en couleur - Sylvie Vartan
- 1974: Laurel et Hardy - Sylvie Vartan et Carlos
- 1974: Indiana - Sylvie Vartan et Pierre Porte
- 1974: La légion - Sylvie Vartan, Carlos et Pierre Billon
- 1974: Bulle, bulle - Sylvie Vartan
- 1974: Paris Sylvie - Sylvie Vartan
- 1974: Je chante pour Swanee - Sylvie Vartan
- 1975: Tout au fond des tiroirs - Sylvie Vartan
- 1975: Mon homme - Sylvie Vartan
- 1975: J'ai le coeur à la peine - Sylvie Vartan et Fernand Sardou
- 1975: Lorsque je pars en permission - Carlos et Roger Pierre
- 1975: Lorsque on est ouvrières - Sylvie Vartan, Carlos et Roger Pierre
- 1975: Ballet New Orleans - Sylvie Vartan
- 1975: Elle ne viendra pas ce soir - Sylvie Vartan
- 1975: Pour que je t'aime de tout mon corps - Sylvie Vartan
- 1975: Nous ne nous aimerons jamais - Sylvie Vartan et Jean-Jacques Debout
- 1976: Merci monsieur l'agent - Sylvie Vartan
- 1976: Professeur Carlos - Carlos
- 1976: Carlostenstrasse - Carlos
- 1976: Ciel - Joël Prévost
- 1977: Sarah - Demis Roussos
- 1978: Au-delà des nuages - Jean-Claude Borelly
- 1979: Comme le disait la Mistinguett - Dalida

### Les années 1980
- 1980: Capitaine Flam - Richard Simon
- 1980: La chevauchée du Capitaine Flam - Richard Simon
- 1981: Donne la patte Chibouki - Nathalie Simard
- 1981: La cuisinière communautaire - Marion
- 1981: Pour toi Louis - Dalida
- 1981: Bye, bye - Dalida
- 1981: Les aventures du Capitaine Flam - Richard Simon
- 1982: François Circus - Patrick Sébastien
- 1982: Paris Casino - Les Incroyables
- 1983: Animauville - Nathalie Simard
- 1983: Drôle de femmes - Les Incroyables
- 1984: Pour cet amour - Claudette Dion
- 1985: C'est toi que j'attendais - Linda de Suza
- 1986: Partir - Ginette Reno

### Spectacles
- 1970 : La Revue de Roland Petit
- 1971 : Double V
- 1974 : L'impromptu de Marigny à la Comédie Française
- 1979 : Nuit de Paradis au Paradis latin
- 1979 : La Forêt magique
- 1980 : Thierry Fééries
- 1980 : Le Soulier qui vole
- 1981 : Le Soulier qui vole (reprise)
- 1982 : La Planète merveilleuse
- 1983 : La Planète merveilleuse (reprise)
- 1984-1986 : Le Mystérieux Voyage de Marie-Rose
- 1988 : La Légende de Saint-Loup
- 1989 : L'Étrange Histoire du château hanté
- 1992 : Paul et Virginie
- 1995 : Le Soulier qui vole (reprise)
- 1997 : Le Grenier aux trésors
- 2008-2009 : Le Mystérieux Voyage de Marie-Rose (reprise)
- 2010 : L'Étrange Histoire du château hanté
- 2013-2014 : La Planète merveilleuse (reprise)
- 2015 : Les Aventures fantastiques de Marie-Rose
- 2019 : Le Soulier qui vole (reprise)

## Filmographie sélective
- 1957 : Le Coin tranquille de Robert Vernay : un passager du premier car
- 1961 : La Gamberge
- 1963 : D'où viens-tu Johnny ?
- 1964 : Cherchez l'idole : Jean-Jacques Debout
- 2009 : Partir : Paul Marais

### Bandes originales de films
- 1963 : D'où viens-tu Johnny ?
- 1966 : Masculin féminin
- 1969 : Bye bye, Barbara
- 1969 : À quelques jours près
- 1971 : L'amour c'est gai, l'amour c'est triste
- 1979 : Le Temps des vacances
- 1983 : Les parents ne sont pas simples cette année
- 2001 : Absolument fabuleux
- 2004 : Michel Strogoff
- 2010 : Gigola

### Génériques de séries ou téléfilms
- 1972 : Églantine
- 1980 : Les Misérables
- 1980 : Capitaine Flam
- 1981 : Les Malheurs de Sophie de Jean-Claude Brialy
- 1981 : Bouba, le petit ourson
- 1984 : Les Trois Mousquetaires (paroles uniquement)
- 1984 : Les Quatre Filles du docteur March
- 1986 : Amuse 3
- 1987 : David le gnome
- 1998 : Michel Strogoff
- 2001 : Conan, le fils du futur
- 2005 : Esteban et Zia

## Distinctions

### Prix
- 1966 : Prix Raoul-Breton

### Décoration
- Officier de l'ordre des Arts et des Lettres Il est promu au grade d'officier le 9 juillet 2013[11].

## Publications
- Ma vie à dormir debout, éd. XO, 2008.
- La couleur des fantômes, éd. Talent, 2022.